# Philipp Weber
Philipp Weber, né le 15 septembre 1992 à Schönebeck en Allemagne, est un handballeur international allemand évoluant au poste d'arrière gauche au SC Magdebourg depuis 2021.

## Biographie
Philipp Weber commence le handball à 7 ans et joue dans les équipes de jeunes de SG Eintracht Glinde. En 2003, il rejoint le SC Magdebourg où il y effectue toute sa formation. Afin de gagner du temps de jeu au niveau sénior, il est transféré au HC Empor Rostock lors de la saison 2011-2012. Rapidement blessé à l'épaule, il se fait opérer et voit son contrat résilié. En janvier 2012, il se relance au SC DHfK Leipzig. À l'été 2016, il rejoint pour une saison le HSG Wetzlar et termine meilleur buteur de Bundesliga.
En janvier 2017, il fait ses débuts internationaux avec l'équipe d'Allemagne contre la Roumanie. Il participe au championnat d'Europe 2018 et aux Jeux olympiques de Tokyo. Lors du championnat d'Europe 2022, il dispute sept matchs et marque 15 buts. Lors du Championnat du monde 2023, il termine cinquième du tournoi avec sa sélection.

## Résultats

### En club
Compétitions internationales
- Vainqueur de la Coupe du monde des clubs (2) : 2021 (en), 2022
- Vainqueur de la Ligue des champions (C1) (1) : 2023

Compétitions nationales
- Vainqueur du championnat d'Allemagne (1) : 2022
- Finaliste de la Coupe d'Allemagne (2) : 2022, 2023
- Finaliste de la Supercoupe d'Allemagne (1) : 2022

### En équipe nationale
- 9e place au championnat d'Europe 2018
- 5e place au Championnat d'Europe 2020
- 12e place au Championnat du monde 2021
- 6e place aux Jeux olympiques de 2021
- 7e place au Championnat d'Europe 2022
- 5e place au Championnat du monde 2023

### Distinctions individuelles
- Meilleur buteur du championnat d'Allemagne en 2017